# La Trinité (Martinique)
Pour les articles homonymes, voir La Trinité.
La Trinité est une commune française située dans la collectivité territoriale unique de Martinique, dont elle est une des trois sous-préfectures. Ses habitants sont appelés les Trinitéens.

## Géographie

### Localisation
Située sur la côte atlantique de la Martinique, elle compte sur son territoire Tartane et la presqu'île de la Caravelle, au bout de laquelle le château Dubuc surplombe une mangrove.

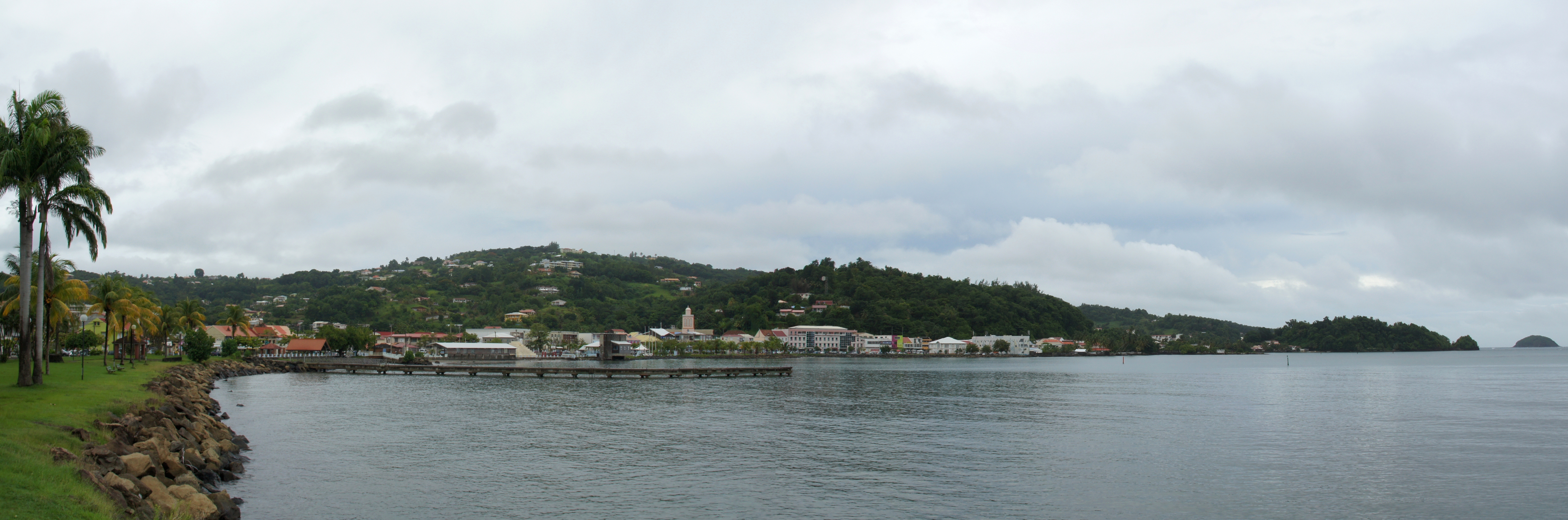
Panorama depuis la jetée.

## Urbanisme

### Typologie
La Trinité est une commune urbaine, car elle fait partie des communes denses ou de densité intermédiaire, au sens de la grille communale de densité de l'Insee,,,.
Elle appartient à l'unité urbaine de Sainte-Marie, une agglomération intra-départementale regroupant 3 communes et 29 440 habitants en 2022, dont elle est une commune de la banlieue,.
Par ailleurs la commune fait partie de l'aire d'attraction de Fort-de-France, dont elle est une commune de la couronne. Cette aire, qui regroupe 28 communes, est catégorisée dans les aires de 200 000 à moins de 700 000 habitants,.
La commune, bordée par l'océan Atlantique au nord-est, est également une commune littorale au sens de la loi du 3 janvier 1986, dite loi littoral. Des dispositions spécifiques d’urbanisme s’y appliquent dès lors afin de préserver les espaces naturels, les sites, les paysages et l’équilibre écologique du littoral, par exemple le principe d'inconstructibilité, en dehors des espaces urbanisés, sur la bande littorale des 100 mètres, ou plus si le plan local d’urbanisme le prévoit,.

## Histoire
La Trinité fait partie des trois pôles du mysticisme martiniquais et son nom même est symbolique. Ce nom évoque la réunion des trois quartiers qui composaient jadis la commune[réf. nécessaire]. Celle-ci devint très vite,sous l'influence de la puissante famille Dubuc, un port prépondérant pour le commerce du rhum et du sucre. On acheminait le sucre jusqu'au port par une voie ferrée dont on peut suivre encore le chemin[réf. nécessaire].
La Trinité est une des trois sous-préfectures de la Martinique. La sous-préfecture de La Trinité a été créée par le décret du 15 septembre 1965. C'est le chef-lieu de l'arrondissement de La Trinité.

## Politique et administration

### Rattachements administratifs et électoraux
Chef-lieu d'arrondissement depuis 1965, La Trinité vote pour les représentants de l'Assemblée de Martinique. Avant 2015, elle élisait son représentant au conseil général dans le canton de La Trinité, entité dont elle était la seule commune.
Pour l’élection des députés, la commune fait partie de la première circonscription de la Martinique.

### Intercommunalité
La commune appartient à la communauté d'agglomération du Pays Nord Martinique.

### Jumelages
- San Fernando (Trinité-et-Tobago).

## Population et société

### Démographie
L'évolution du nombre d'habitants est connue à travers les recensements de la population effectués dans la commune depuis 1961, premier recensement postérieur à la départementalisation de 1946. À partir de 2006, les populations de référence des communes sont publiées annuellement par l'Insee. Le recensement repose désormais sur une collecte d'information annuelle, concernant successivement tous les territoires communaux au cours d'une période de cinq ans. Pour les communes de plus de 10 000 habitants les recensements ont lieu chaque année à la suite d'une enquête par sondage auprès d'un échantillon d'adresses représentant 8 % de leurs logements, contrairement aux autres communes qui ont un recensement réel tous les cinq ans,.

En 2022, la commune comptait 11 622 habitants, en évolution de −7,11 % par rapport à 2016 (Martinique : −4,11 %, France hors Mayotte : +2,11 %).
| 1961  | 1967  | 1974   | 1982   | 1990   | 1999   | 2006   | 2011   | 2016   |
| ----- | ----- | ------ | ------ | ------ | ------ | ------ | ------ | ------ |
| 8 118 | 9 545 | 10 632 | 10 087 | 11 090 | 12 890 | 13 677 | 13 468 | 12 512 |

| 2021   | 2022   | - | - | - | - | - | - | - |
| ------ | ------ | - | - | - | - | - | - | - |
| 11 747 | 11 622 | - | - | - | - | - | - | - |

### Sports et loisirs
Équipements sportifs
- Stade Louis-Richer[21]
- Stade de Tartane
- Hall des sports Cédric Sorhaindo (situé quartier Beauséjour)

#### Équipements culturels
- Médiathèque Yva Léro[22]
- Maison de la culture  Armand Nicolas[22]

Clubs sportifs
- La Gauloise de Trinité[23], football, handball, basket-ball, athlétisme, rugby, gymnastique, badminton

L'équipe de football de la Gauloise de Trinité a remporté 5 fois le Championnat de la Martinique de football en 1944, 1950, 1951, 1955, 1980 et 2 fois la Coupe de la Martinique de football en 1983 et 1991. Les joueurs connus de la Gauloise de Trinité sont Jacques Laposte dit « Jacky », ancien joueur professionnel du Paris Saint-Germain durant les années 1970, Olivier Rambo, ancien joueur professionnel de l'AS Nancy-Lorraine, Dominique Pandor, ancien joueur professionnel de l'AS Monaco et du Stade brestois 29, Ludovic Clément, ancien joueur professionnel de Montpellier HSC, Patrick Percin, ancien joueur professionnel du Amiens SC. Tous ces joueurs ont à leur époque été sélectionnés en Équipe de la Martinique de football.
- Le Réal de Tartane, football, vainqueur de la Coupe de la Martinique de football en 1985 et en 1989 le Réal de Tartane représente la Martinique à la Coupe de France de football. Joueur emblématique : César Nestoret
- Ancien club : Le Club Cycliste de Trinité (CCT), cyclisme, (ancien club de Thomas Voeckler).

### Éducation
Les collèges et lycées de la ville de Trinité :
- Collège Beauséjour (Cité scolaire de Beauséjour) ;
- Collège Rose Saint-Just ;
- Lycée général et technologique Frantz Fanon (Cité scolaire de Beauséjour) ;
- Lycée professionnel de la Trinité (Cité scolaire de Beauséjour) ;
- École de formation professionnelle maritime et aquacole.

## Économie
La commune est actuellement le principal pôle administratif du nord-atlantique de la Martinique. En effet, on trouve également dans la ville de La Trinité : un hôpital (hôpital Louis Domergue), une bibliothèque, une cyber-base, deux lycées, un centre des Impôts, une agence de la CGSS et du Pôle Emploi mais aussi une annexe de la Chambre de Commerce et d'Industrie de la Martinique. Il existe aussi de nombreux commerces dans le centre-ville et dans sa périphérie telle que la ZAC du Bac qui est en plein développement. On constate que l'attractivité de Trinité,depuis quelques années, s'est développée. La Trinité est dotée de plusieurs plages et de restaurants notamment à Tartane.
- Antenne de la Chambre de commerce et d'industrie de la Martinique.

## Culture locale et patrimoine

### Lieux et monuments
- Église Saint-François-de-Sales de Tartane. Elle est inscrite à l'Inventaire général du patrimoine culturel[25]. L'église est dédiée à saint François de Sales.
- Église de la Sainte-Trinité de La Trinité. Elle est inscrite à l'Inventaire général du patrimoine culturel[26]. L'église est dédiée à la sainte Trinité.

Site de pétroglyphes précolombiens du Galion
La commune de La Trinité recèle, dans la plaine du Galion, l'un des trois sites de roches gravées par les amérindiens connus à ce jour en Martinique.
Ce site précolombien est constitué d’un groupement de grands rochers volcaniques autour de deux très grands blocs gravés situées en bordure d’une grande forêt marécageuse.

#### L'usine sucrière et distillerie du Galion
Naissance de l'usine
Au XVIIIe siècle, l'habitation Le Galion située à l'embouchure de la rivière du même nom appartient comme toute la région à la célèbre et puissante famille des Dubuc. Les deux habitations sucrières contigües Galion et Grands-Fonds sortent du patrimoine des Dubuc en 1819 et, en 1842, elles sont la propriété d'un certain Jacques-Marie Lalanne.
À la mort de ce dernier, les habitations sont mises en vente aux enchères. Jean Émile Merlande et Paul Lalanne (on ignore s'il est ou non apparenté au défunt), propriétaires à Saint-Pierre, se portent conjointement acquéreurs. Les propriétés sont grevées d'hypothèques et ils doivent faire appel pour se procurer les moyens de les acquitter à un négociant de Saint-Pierre : Eugène Eustache. En contrepartie, ils doivent lui abandonner l'administration des exploitations jusqu'au remboursement intégral de leur dette.
Vers 1861, Eugène Eustache envisage de créer une usine sur ses terres, car les vieilles habitations sucrières vivent leurs dernières années. L'établissement est construit sur l'habitation Grands-Fonds mais s'appelle « Usine du Galion ». Grâce au profit sucrier des années 1870, il peut rembourser son emprunt par anticipation. Pour assurer l'approvisionnement de son usine en cannes, il cherche à se constituer son propre domaine agricole. Il rachète systématiquement toutes les habitations qui sont mises en vente autour de Grands-Fonds Galion : Bord-De-Mer, Desmarinières, Morne-Galbas, Malgré-Tout, Fonds Galion et Mignot. Il se trouve ainsi à la tête d'un vaste domaine de 2 344 ha disposé en arc-de-cercle autour de la Baie du Galion et fournissant toutes les cannes nécessaires au bon fonctionnement de l'usine.
Eugène Eustache meurt le 6 mars 1883, à la veille de la grande crise qui frappe l'économie sucrière antillaise.
Le Galion et la grande crise sucrière (1884-1905)
À la mort d'Eugène Eustache, Émile Bougenot, son gendre, est chargé de la gestion de l'usine. Né en 1838 dans un petit village de la Côte-d'Or, issu d'un milieu paysan aisé, il poursuit des études d'ingénieur, et entre en 1859 au service de la Maison Cail. L'année suivante, il est envoyé à la Martinique pour diriger le montage de l'installation de l'usine de Lareinty. C'est à lui qu'Eugène Eustache avait fait appel pour monter l'usine du Galion. Il épouse la fille du propriétaire.
Les années suivantes sont celles d'une ascension sociale et patrimoniale rapide. Sur les 21 usines sucrières en activité dans la 2e moitié du XXe siècle, il a été gérant de 9, actionnaire de 15, et copropriétaire de celle du Galion, touchant ainsi des revenus importants. Émile Bougenot a les connaissances techniques qui lui permettent de s'imposer dans le milieu créole. Il bénéficie de la conjoncture économique en hausse mais c'est surtout, un gros travailleur, exigeant envers lui-même comme envers les autres, qui sait tirer parti de toutes les opportunités qui s'offrent à lui. Lorsqu'il devient propriétaire du Galion, il abandonne la direction de toutes les autres usines. En 1892, il confie l'administration de l'usine à Joseph de Lagarrigue, un blanc créole de la Trinité, et rentre définitivement en France d'où il continue à suivre la gestion de son usine.
La crise prend fin autour de 1905. La production sucrière du Galion se solde par des bénéfices dès les années suivantes, d'importants investissements sont réalisés pour augmenter la capacité de broyage, renouveler le matériel et les plantations, sur lesquelles on remplace la vieille canne dite "D'Otaite" par une nouvelle espèce, la "Big Tana".
Évolution et problèmes de 1905 à 1939
Avant la Première Guerre mondiale, la demande en alcool (fabrication des explosifs) est très forte. Beaucoup d'usines négligent de plus en plus la production de sucre pour se consacrer à celle du rhum, plus rémunératrice. On assiste alors à un effondrement de la production sucrière à la Martinique. Il semble cependant que la politique de production au Galion était plus prudente et n'a servi qu'à rentabiliser l'exploitation. Son chiffre d'affaires est multiplié par 5 et son bénéfice par 7,8 au cours de la période.
La fin de la guerre entraîne un effondrement de la production du rhum et l'instauration du contingent réparti entre les usines. De nombreux petits distillateurs finissent par être ruinés. Au Galion, cette crise se traduit simplement par un manque à gagner. À partir de 1920, la consommation métropolitaine s'accroît, non seulement en rhum mais surtout en sucre, à la suite de la destruction des industries betteravières du Nord et de la Picardie.
Le Galion accroît sa production et sa productivité par la modernisation du matériel (reconstruction des voies ferrées, renouvellement du matériel roulant, introduction de nouvelles espèces de cannes). Ainsi l'année 1925 est marquée par l'établissement de records qui ne seront pas battus avant le boom de la décennie de 1950, mais aussi par le décès d'Émile Bougenot. Après 1926, l'activité du Galion retrouve une vitesse de croisière plus normale. Les usines métropolitaines reconstruites, l'expansion martiniquaise s'arrête, la production se stabilise. Après la disparition d'Émile Bougenot et de J. de Lagaruigue, les cohéritiers conservent le domaine en indivision, la direction effective est assumée par Carl Pelle et l'administration par Louis de Lagaruigue, fils du précédent administrateur.
La crise mondiale (1930 - 1939) provoque une récession, le manque à gagner du Galion est impressionnant : c'est le sucre qui est surtout responsable du recul (son coût de production restant constamment supérieur à son prix de vente). Le Galion parvient tout de même à équilibrer ses comptes de fabrication grâce aux sirops. Malheureusement, les cours diminuent eux aussi entraînant des pertes en 1934 et 1935 (imputables en partie à des erreurs de gestion). Les résultats sont donc catastrophiques pour le sucre mais sont finalement compensés par les profits réalisés sur la fabrication du rhum particulièrement du Grand Arôme pour lequel le Galion jouit d'un quasi-monopole. La crise frappe surtout les petites distilleries dont le nombre tombe de 155 en 1930 à 120 en 1937. La reprise survient à partir de 1937 et sera extrêmement vigoureuse jusqu'à la Seconde Guerre mondiale.
Si le secteur sucrier antillais bénéficie d'une conjoncture internationale favorable (reprise économique générale dans les pays capitalistes, contingentement de la production, déficits répétés de la production betteravière), au Galion comme ailleurs, on met en œuvre une politique systématique d'accroissement des rendements. De nouveaux moulins et des générateurs plus puissants sont installés. Le matériel de cuisson et d'évaporation est renouvelé. Une nouvelle espèce de canne, la BH 10-12, plus riche en saccharine, est introduite sur les plantations où l'usage du tracteur et le labourage mécanique s'étendent. L'emploi des engrais devient systématique.
Les petits-enfants de Carl Pelle hériteront de l'usine et, entre autres, du domaine foncier, en 1949. En 1958, ils constituent une SCI nommée "Exploitation Agricole du Galion" dont le siège social se trouve à l'habitation du Galion à La Trinité. L'activité de l'usine du Galion est indépendante de celle de l'Exploitation agricole du Galion.
L'usine sort du patrimoine des héritiers Bougenot
En 1973, le groupe Rémy Cointreau, se porte acquéreur des usines Saint-James à Sainte-Marie, et de l'usine du Galion. En 1984, le groupe cède l'usine du Galion (La Trinité) aux collectivités territoriales. Elle est constituée en Société anonyme d'économie mixte sous l'appellation SAEM Production Sucrière et Rhumière de la Martinique.
S'ensuit alors une vingtaine d'années de difficultés et de déficits. L'activité de cette usine n'a pu être maintenue que grâce à l'injection massive et régulière de fonds publics. En 2003, un accord cadre est signé entre les actionnaires de la SAEM (conseil général, conseil régional, état, communes, ...) et la COFEPP (Compagnie Financière Européenne de Prise de Participation) pour concrétiser l'entrée de cette dernière dans le capital de la société à hauteur de 20 % dans un premier temps, puis 15 % supplémentaire dans un deuxième temps.
À cette occasion, il est demandé à la COFEPP de prendre une part active à la gestion de cette structure. La COFEPP est la holding de La Martiniquaise, société propriétaire notamment de Dillon, Depaz ou Négrita. Elle n'est rien moins que le 3e groupe de spiritueux français et aussi le 1er client de la SAEM PSRM. Intéressée par le « potentiel de développement offert par le site de La Trinité », cette compagnie y envisage la mise en place d'une unité bagasse-charbon, qui fournirait près de 20 % de la production d'électricité de la Martinique, ainsi que la création d'une distillerie de rhum traditionnel de sucrerie (RTS).
La société appartient aux pouvoirs publics à hauteur de 58,60% (dont 55,5 % à la CTM), la COFEPP restant l'actionnaire privé majoritaire (26,96 %). Son chiffre d’affaires se répartit entre deux tiers pour le sucre et un tiers pour le rhum de mélasse (rhum Grand Fond Galion).
Production de sucre
En 2020, l’usine a produit 1 194 t de sucre, soit environ la moitié du sucre vendu sous sa marque. L’usine souffre du manque de matières premières (canne à sucre) pour produire plus de sucre.
Production de rhum agricole
Le rhum agricole « baie des trésors » est produit au Galion, il a été primé en 2022 au concours américain « Ultimate Spirit Challenge ».

#### Centrale électrique du Galion
En 2021, cette centrale comporte deux unités de production :
- Galion 1, une turbine à combustion (TAC) au fioul Albioma de 40 MW qui est inaugurée en 2007[32] ;
- Galion 2, une centrale de 40 MW Albioma fonctionnant à la biomasse (bagasse/granulés de bois) qui est mise en service en 2018. Galion 2 fournit également de la vapeur basse pression (alimentation de l’usine sucrière et distillerie du Galion)[33].

C'est pour répondre à la consommation croissante d'électricité qu'un projet pour la création d'une centrale thermique au fioul en Martinique voit le jour au ministère de l'industrie en 2003. La Compagnie de Cogénération du Galion (CCG) créée en juillet 2004 remporte l'appel d'offres pour la création d'une unité de production de vapeur et d'électricité (Cogénération) qui commence à produire de l'énergie électrique en 2007.

#### Distillerie Hardy
La distillerie fut fondée en 1830 par Émilien Bonneville. À la suite du mariage d'une de ses filles, l'exploitation fut achetée par son époux, Gaston Hardy, en 1905. Depuis, la distillerie appartient à la famille Hardy.
L’usine n'est plus fumante depuis 1996. Aujourd'hui en ruines, elle présente un enchevêtrement de tôles et de vieilles machines à vapeur noirâtres, complètement rongées par l’humidité et peu à peu gagnées par la végétation. La distillation se fait désormais à l’usine Saint-James à Sainte-Marie. La recette originale à 55° des Rhums Hardy est fidèlement respectée et on continue de boucher les bouteilles à la cire. Produit au faible volume annuel de 120 000 litres, le rhum Hardy est toujours tenu par un des héritiers de la grande famille Hardy de Tartane, Jean-Claude Hardy.

#### Autres monuments

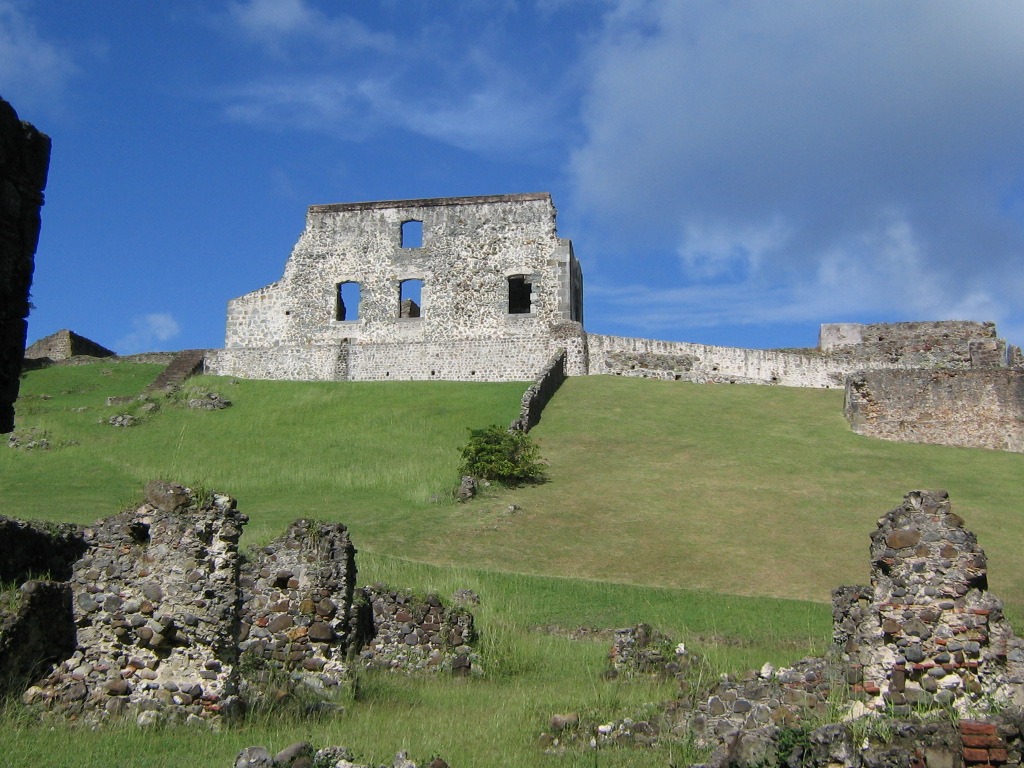
Le château Dubuc.

- Château Dubuc : construit au XVIIIe siècle, il est aujourd'hui en ruine
- Réserve naturelle de la Caravelle
- Village de Tartane

#### Plages

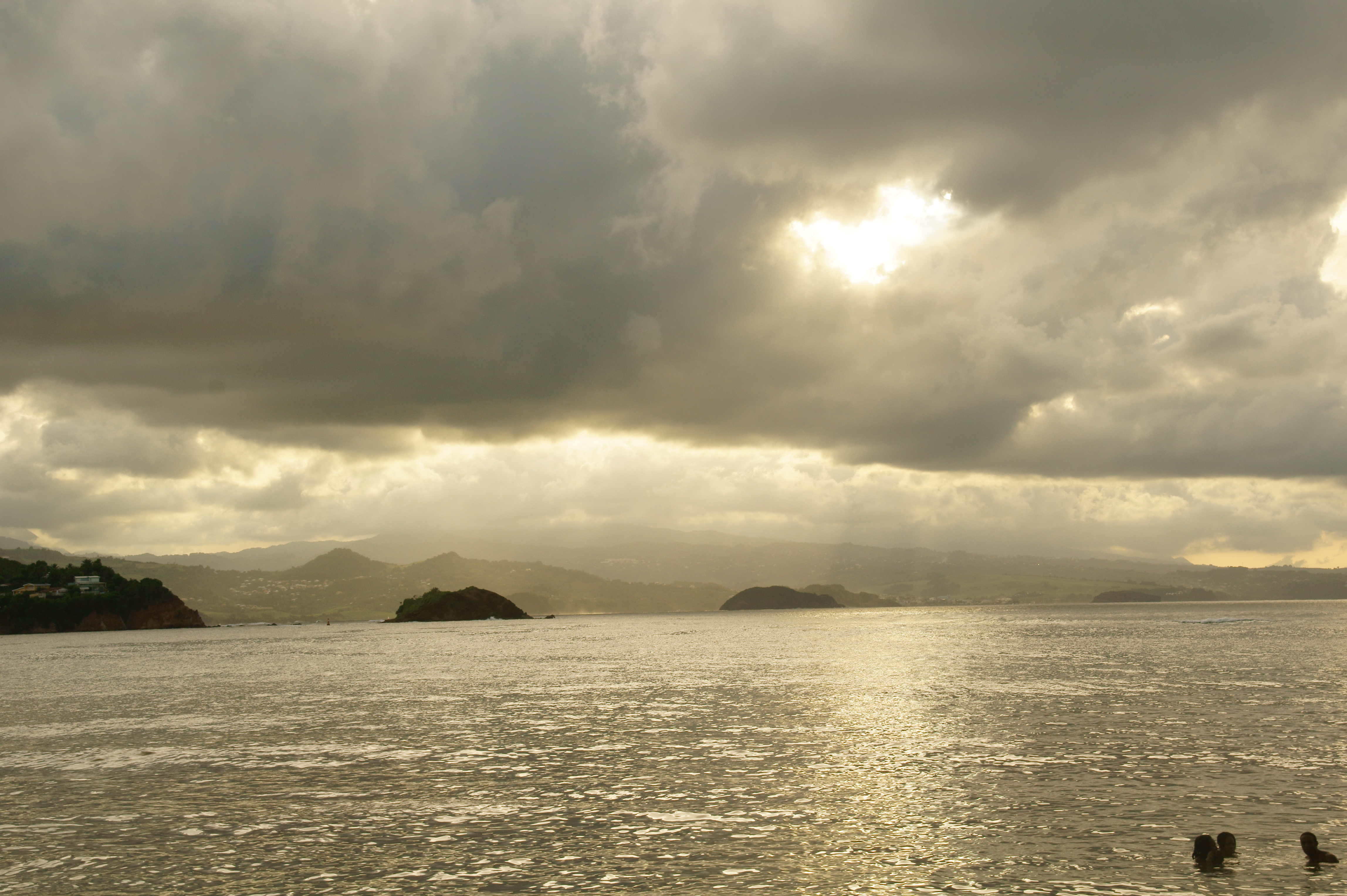
Plage de la Tartane.

- Plage des Raisiniers
- Plage de Cosmy
- Plage de L'Autre-Bord

#### Sites naturels remarquables
- Cascade de la Crabe, aussi nommée chûtes de Bellevue ou bô la Riviè, sur la rivière du Galion. Il s'agit de la cascade la plus large de la Martinique.
- Mangrove rose au quartier du Bac. La couleur rose de la mangrove peut s'observer pendant les épisodes de sècheresse favorisant l'évaporation de l'eau et le développement d'une micro-algue de couleur rose nommée Dunaliella salina.Mangrove rose de La Trinité

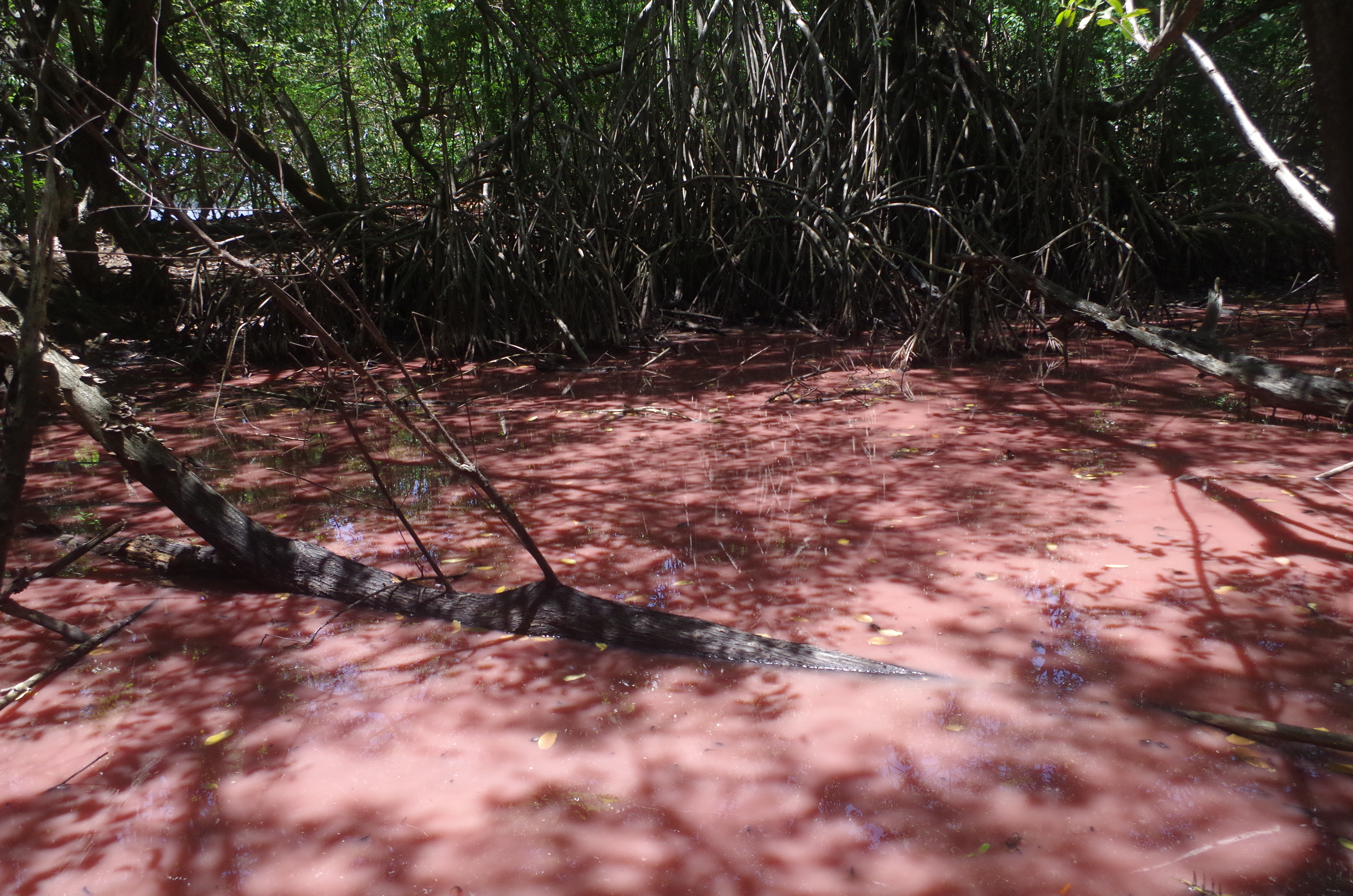
Mangrove rose de La Trinité

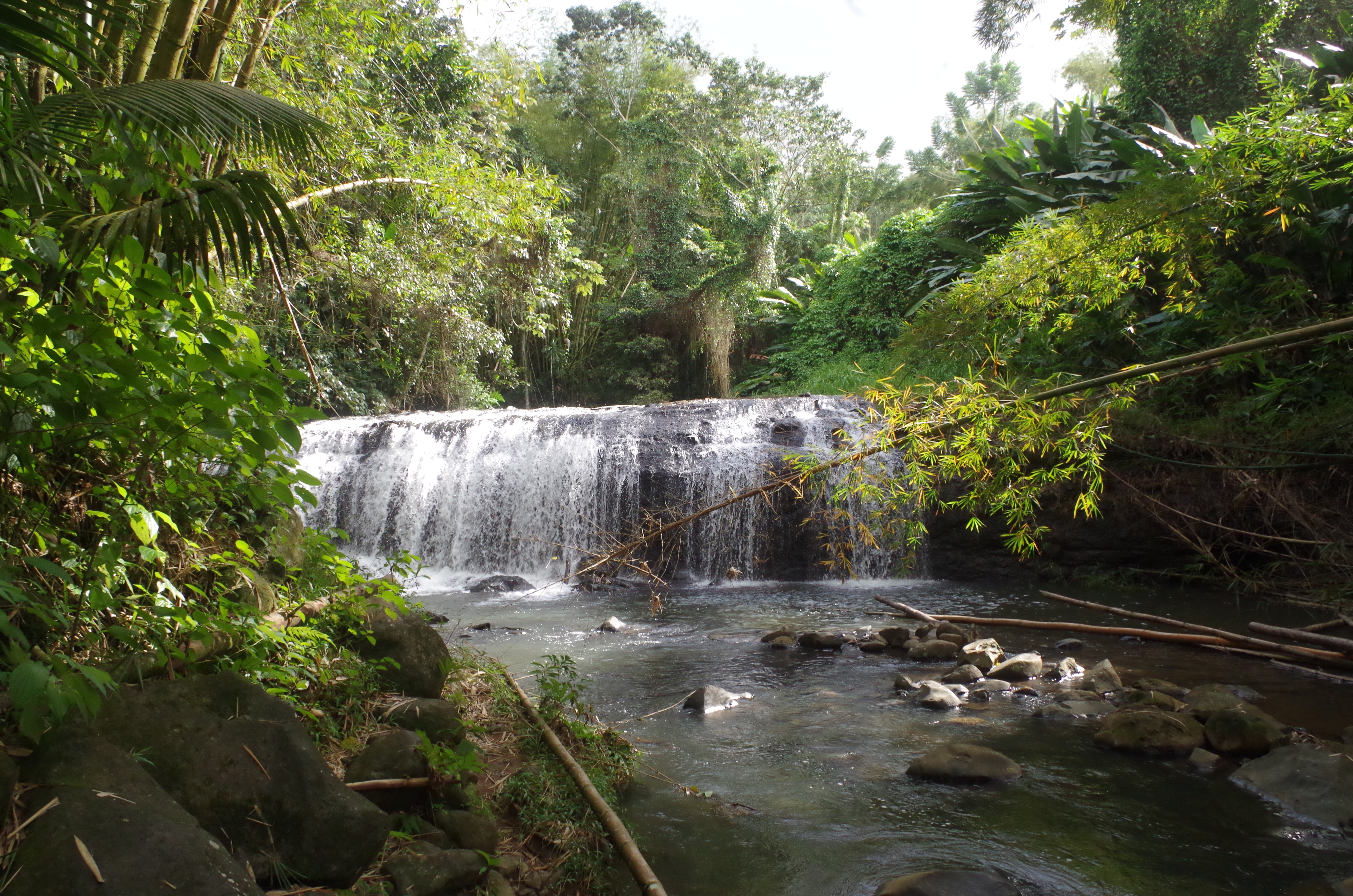
La cascade de la Crabe, aussi nommée chûtes de Bellevue

### Personnalités liées à la commune
- Yva Léro, née le 4 juillet 1912 à Trinité et morte le 25 septembre 2007 à Fort-de-France, écrivaine et peintre, elle était l'épouse du sénateur Thélus Léro et la mère de l'actrice Cathy Rosier. Romancière talentueuse, elle est l'auteure de La Plaie, Peau d'ébène et Doucherie. Féministe engagée auprès de Jane Léro, elle était aussi cofondatrice de l'Union des Femmes de la Martinique en 1944.
- Fernand Clerc, riche industriel béké né à Fort de France, député de la Martinique de 1919 à 1924 et maire de La Trinité de 1894 à 1912 et de 1929 à 1939 et maire du Lorrain de 1926 à 1929 et président du Conseil général de la Martinique de 1908 à 1910.
- Louis-Joseph Manscour, enseignant, maire de La Trinité de 1988 à 2014, député de la Martinique de 2002 à 2012 et député européen de 2014 à 2019, conseiller général de 1985 à 2002 et conseiller régional de 1998 à 2001. Il a été aussi premier vice-président du Conseil général de la Martinique de 1998 à 2002 et 1er secrétaire de la Fédération socialiste de la Martinique de 2008 à 2012.
- Homère Clément, né à La Trinité, médecin, distillateur, maire du François de 1885 à 1923, député de la Martinique de 1902 à 1906, et président du conseil général de la Martinique de 1900 à 1901 et de 1906 à 1908.
- Auguste Rejon, maire de La Trinité de 1945 à 1971 et sénateur de la Martinique de 1958 à 1959 et conseiller général de 1945 à 1955.
- Marcel Manville, avocat, essayiste et nationaliste martiniquais. Prix Frantz Fanon en 1992 pour son essai Les Antilles sans fard. Marcel Manville naît à La Trinité le 22 juillet 1922 et meurt le 2 décembre 1998 au Palais de Justice de Paris, au seuil de la Chambre d'Accusation qu'il s'apprêtait à franchir pour plaider encore une cause difficile. Son slogan : « Défendre à la barre jusqu'à mon dernier souffle », ce fut l’objet de sa vie.
- Raoul Lonis, historien, spécialiste de l'Antiquité grecque.
- Laure Moutoussamy (née en 1942), actrice. Carrière théâtrale dès 1971, elle travaille sous la direction des metteurs en scène de grand renom au théâtre, au cinéma, à la télévision, à la radio... On l'a vue dans La légion saute sur Kolwézi, La Reine Blanche aux côtés de Catherine Deneuve, Richard Bohringer..., dans Antilles sur Seine avec Pascal Légitimus, Quand la smala s'en mêle film Tv. réalisé par Didier Grousset aux côtés de Michèle Bernier, Marc Grosy, Didier Cauchy..., aux côtés de Pierre Vanek dans Docteur Cosma, dans le court-métrage Papillon rouge (sur le sida) et une interprétation talentueuse d'une infirmière dans la série télévisée Tendresse et passion. En qualité de romancière depuis février 1993, elle signe avec les éditions IBIS ROUGES en mars 2009 son sixième roman L'habitation Morne-Roche, suite logique du Kooli de Morne Cabri édité en mars 2007.

Personnalités du sport :
- David Régis, né à Trinité, ancien footballeur professionnel de Valenciennes FC et de Karlsruher SC en Allemagne. Naturalisé Américain, David Régis participe à la Coupe du monde 1998 et à la Coupe du monde 2002 avec les États-Unis.
- David Alerte (1984), athlète français spécialiste du 200 mètres.
- Lénora Guion-Firmin (née le 7 août 1991 à La Trinité), athlète française de la Martinique spécialisée sur le 200 m, 400 m et 4 × 400 m - Championne d'Europe -23 au 400 m - Demi-finaliste  aux championnats du monde sur 200 m.
- Coralie Balmy (1987), ancienne nageuse de haut niveau née à La Trinité.
- Paul Chillan (1935-), ancien joueur pro de Nîmes Olympique et International français en 1963.
- Christian André, ancien footballeur professionnel du Paris Saint-Germain de 1972 à 1977.
- Jacques Laposte, dit « Jacky », footballeur du Paris Saint-Germain Football Club de 1972 à 1979.
- Joan Hartock, ancien footballeur professionnel de l'Olympique Lyonnais, du Stade brestois 29 et de l'Équipe de France de football des moins de 18 ans.
- Dominique Pandor, footballeur professionnel et ancien joueur de l'AS Monaco et du Stade brestois 29.
- Patrick Percin, footballeur martiniquais ancien joueur pro du Amiens SC.
- Audrick Linord, ancien footballeur professionnel du SO Romorantin et de Tours FC.
- Cédric Sorhaindo (1984), handballeur professionnel du FC Barcelone et de l'équipe de France. En son hommage, le hall des sports situé au quartier Beauséjour porte son nom.
- Thomas Voeckler, cycliste, détenteur du maillot jaune sur plusieurs étapes du Tour de France en 2004 et 2011, a passé son enfance à La Trinité.
- Leslie Ardon (1983), basketteuse professionnelle durant 20 ans. Palmarès : championne de France espoirs, championne de France en Ligue féminine, championne d'euro-ligue. Retour aux sources réussie en 2016 pour cette jeune entrepreneure trilingue, qui fonde sa société « Sports Indies », spécialisée dans l'évènementiel et l'organisation de séjours sportifs en Martinique. Juin 2018, « Martinique Summer Games » offre une passerelle de connaissances au monde sportif. Cinq jours rythmés par des conférences et des matches de gala avec le soutien de grands noms du sport français.
- Katty Piejos, ancienne handballeuse professionnelle de l'équipe de Metz Handball, de Toulouse FHB, du Dinamo Volgograd en Russie et finaliste du Championnat du monde féminin de handball 2009 avec l'Équipe de France féminine de handball.
- Hervé Arcade, cycliste, ancien coureur du CCT (Club Cycliste de Trinité), vainqueur du Tour de la Martinique en 2004, du Tour de Guyane en 2003 et du Trophée de la Caraïbe en 2001. Hervé Arcade est actuellement directeur sportif de l'Équipe cycliste Vendée U évoluant en DN1 (division nationale 1).
- Nicolas Armand est un militant communiste et un historien[22].

### Héraldique
| Blason de La Trinité | Blason  | De gueules à un deux-mâts d'argent, le mât dextre pavillonné d'or et celui de senestre d'azur à la croix d'argent cantonnée de quatre serpents ondoyant en pal du même, voguant sur une mer d'azur d'où émerge à senestre une île de sable mouvant du flanc. Devise / CriPatria francia semper sit |
| Blason de La Trinité | Détails | Le statut officiel du blason reste à déterminer. |